# 이보현 (아나운서)
이보현(1990년 ~ )은 대한민국의 아나운서이다.
현재 거주지는 대전광역시이다.

## 학력
- 경희대학교 언론정보학과 졸업

## 경력
- 충청남도교육청 아나운서
- 2014년 TJB대전방송 아나운서

## 진행 프로그램
- TJB 파워FM 심야영화관